# El concierto para la Ciudad de Nueva York
El concierto para la Ciudad de Nueva York fue un concierto benéfico que tuvo lugar el 20 de octubre de 2001 en el Madison Square Garden de Nueva York en respuesta a los ataques del 11 de septiembre. Muchos de los asistentes, familiares y colegas de los bomberos de Nueva York y la policía de Nueva York, honraron a los muertos en los ataques y a aquellos que habían trabajado en los trabajos de rescate.
El concierto fue organizado por Paul McCartney e incluyó muchos cantantes legendarios británicos, incluyendo a The Who, Mick Jagger con Keith Richards, David Bowie, Elton John, y Eric Clapton, entre otros.

## Críticas
En 2004 la revista Rolling Stone seleccionó este concierto, junto con el anterior América: un homenaje a los Héroes, como uno de los 50 mejores momentos que cambiaron el rock and roll.